# Rishiri (Hokkaidō)
Rishiri (jap. 利尻町, -chō) ist eine Kleinstadt im Landkreis Rishiri in der Unterpräfektur Sōya von Hokkaidō auf der Insel Rishiri inmitten des Japanischen Meeres.

## Etymologie
Der Name Rishiri stammt von Ainu riishiri, was „Insel des hohen Bergs“ bedeutet.

## Geografie
Rishiri befindet sich geografisch auf dem Westteil der gleichnamigen Insel im Japanischen Meer und politisch im Landkreis Rishiri der sich ausschließlich über die ganze Insel erstreckt. Der Ostteil der Insel gehört politisch zu Nachbarstadt Rishirifuji. Auf der Grenze zu beiden liegt der Gipfel des 1.721 m hohen Vulkans Rishiri. Das Stadtzentrum mit dem Hafen befindet sich am Kap Kutsugata (沓形岬, Kutsugata-misaki).
Im Sommer erreichen die Temperaturen nicht über 30 °C und im Winter etwa −10 °C.

## Geschichte
Der Landkreis Rishiri auf der Insel wird 1869 eingerichtet und 1876 in 28 Groß- und 4 Kleinbezirke eingeteilt. 1878 folgt die Einteilung in die sechs Dörfer (mura) Oshidomari (鴛泊村, -mura), Ishizaki (石崎村, -mura), Oniwaki (鬼脇村, -mura), Senhōshi (仙法志村, -mura), Kutsugata (沓形村, -mura) und Hontomari (本泊村, -mura). Mit der Einrichtung eines Rathauses in Oshidomari 1880 werden alle Dörfer von diesem aus verwaltet. 1892 werden Hontomari und Kutsugata zu Außendörfern bzw. Ortsteilen von Oshidomari und 1893 Ishizaki und Senhōshi zu Außendörfern von Oniwaki. 1897 zerstört ein großes Feuer 121 Häuser in Kutsugata. 1899 wird Kutsugata aus Oshidomari und 1900 Senhōshi aus Oniwaki ausgegliedert, sowie jeweils ein Rathaus eingerichtet, wodurch beide eigenständige Gemeinden werden. 1902 werden Senhōshi und Kutsugata zu Gemeinden 2. Klasse ernannt. 1906 bricht erneut ein Feuer in Kutsugata aus und zerstört 173 Häuser. 1924 wird Kutsugata zur Gemeinde 1. Klasse und 1949 zur chō ernannt. 1956 werden Kutsugata und Senhōshi zur heutigen Stadt Rishiri vereinigt. 1964 brennen bei einem Feuer in Kutsugata 236 Häuser ab. Am 8. September 2004 ertrank bei Taifun Nr. 18 der Saison ein Fischer.

## Sehenswürdigkeiten
Die Insel und damit die Stadt ist Teil des Rishiri-Rebun-Sarobetsu-Nationalparks.
Jedes Jahr im August findet das Rishiri Ukishima Matsuri (利尻浮島まつり) statt.
In Kutsugata befinden sich Gräber von Lehensmännern des Aizu-Han (会津藩士の墓, Aizu hanshi no haka). In Senhōshi befindet sich der Jimmen-iwa (人面岩) – ein Felsen der wie ein menschliches Gesicht (jimmen) aussieht –, der Neguma no Iwa (寝熊の岩) – ein Felsen der wie ein schlafender Bär (neguma) aussieht –, der Kita-no-Itsukushima-Benten-Schrein (北のいつくしま弁天宮) und das Stadtmuseum.

## Verkehr

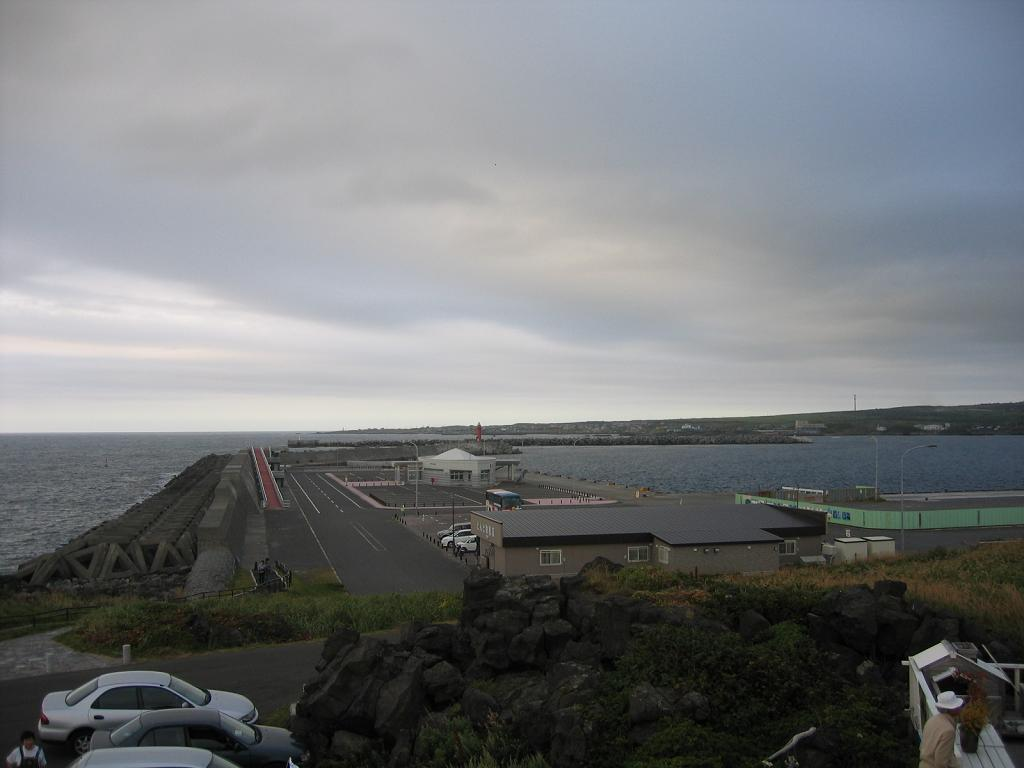
Hafen Kutsugata

Die Stadt Rishiri ist nur indirekt über das Festland Hokkaidō erreichbar: In der Nachbarstadt Rishirifuji befindet sich der Flughafen Rishiri, dessen einzige Verbindung ein ANA-Linie zum Flughafen Neu-Chitose in Chitose ist. Die Heart Land Ferry fährt vom Hafen Kutsugata den Hafen Kafuka in Rebun auf der gleichnamigen Nachbarinsel an. Von diesem aus führen weitere Linien der Heart Land Ferry zum Hafen Oshidomari in Rishirifuji und nach Wakkanai auf Hokkaidō.
Durch das Stadtgebiet führen die Präfekturstraßen 105, 108, 303 und 1076.
Einen Schienenverkehr gibt es nicht.

## Wirtschaft
Die beiden Hauptwirtschaftszweige der Stadt sind Fischerei – insbesondere Kombu und Seeigel – und Tourismus.

## Bildung
In Rishiri befinden sich die Grundschulen Kutsugata (1893 eröffnet), Senhōshi (1896 eröffnet) und Shinminato (新湊; 1901 als 美也古呂尋常小学校 eröffnet), die Mittelschulen Kutsugata und Senhōshi (beide 1947 eröffnet), sowie die Oberschule Hokkaidō-Rishiri (1957 eröffnet).

## Angrenzende Städte und Gemeinden
- Rishirifuji